# 田中加子
田中加子（日语：／ Tanaka Kane，1903年1月2日—2022年4月19日），亦被誤寫為「田中力子」，日本超級人瑞，婚前姓太田。居住在福冈县福冈市东区。自世界在世最年長者都千代于2018年7月22日去世，成为日本在世最年長者和世界在世最年長者，2020年9月19日起成為日本最年長紀錄保持者。2022年4月19日，田中加子在福岡縣福岡市的醫院逝世，露西爾·朗東成為世界在世最年長者。

## 生平
田中加子於1903年1月2日（明治三十六年）出生福岡縣糟屋郡和白村，是農家9子女之間的3女（第7個小孩）。父親是太田熊吉。
大正4年（1915年）自和白尋常高等小學校（今福岡市立和白小学校）畢業。大正十二年（1922年）1月6日，19歲時與田中英男（1902年－1993年2月9日）結婚。丈夫田中英男經營「田中餅屋」，在商店裡賣餅與善哉、烏龍麵。田中加子婚後育有四個孩子（2男2女）。
丈夫和兒子在第二次世界大戰中出征，其夫田中英男於昭和十二年（1937年）受召集參加日中戰爭，於昭和十四年（1939年）回家。她的長子田中信男於昭和十八年（1943年）出征，前往朝鮮、滿洲戰場，遭蘇聯逮捕，在流放西伯利亞後於昭和二十二年（1947年）被釋放。田中加子遂以一名女子的身份經營家族企業年糕店。該店在戰後仍繼續經營，而她則在63歲時退休。此時，田中加子曾到夏威夷旅行，探望孩子及孫子。
戰後，1952年（昭和二十七年）在駐日美軍和牧師影響下與丈夫英男一同信仰基督教。1970年代，田中加子曾到过美国加利福尼亚州和科罗拉多州。她入居福冈县的养老院「Goodtime home1・海之中道」，113歲時可在他人帮助下步行。田中加子在45歲及103歲時分別經歷胰腺癌和大腸癌的手術，除此之外並未罹患過重大疾病。107歲時，她的兒子寫了一本關於她生平和長壽的書籍。其興趣是學習，會參加每週一次的算數教室，另也對作詩有興趣。
据称，田中加子長壽的秘訣之一是下黑白棋。她在養老院時每天與員工對弈，由於討厭輸棋的個性，她會持續對弈直到獲勝為止。她沒有喜歡和不喜歡的食物，幾乎每天都會吃三餐。然而田中加子對於甜食卻有所要求，罐裝咖啡、營養飲料和碳酸飲料她每天都要喝三罐。她在115歲時仍可以推著手推車步行。
2014年3月18日，經確認出生資料，田中加子以111岁75天，被列入金氏世界紀錄承認老年學研究組織的超級人瑞名單中。
2018年7月22日，随着曾为世界在世最年長者的都千代去世，年屆115歲201天的田中加子成为了日本在世最年長者和世界在世最年長者。这也是史上首次连续3名日本人成为世界在世最年長者，也是首次同一個都道府縣出現3個日本人世界在世最年長者（第一次成為在世最年長者的福岡縣人是中願寺雄吉、第二次是皆川与子）。
2019年3月9日，田中加子獲金氏世界紀錄認證為全球最長壽人士。同年5月1日，日本改元「令和」，田中加子迎來此生第五個年號，她表示希望能活得更久。
2022年4月19日，田中加子在福岡縣福岡市的醫院逝世，享嵩壽119歲107天，訃聞直到4月25日才公開。

## 長壽紀錄
2020年（令和二年）1月2日，田中加子迎來117歲生日。成為史上確切活到117歲的第10人，在日本人中為第4位。
2020年1月30日，以117歲28天之齡超越同胞大川美佐緒的紀錄（117歲27天），成為史上最長壽者第9名，也成為日本的第3名。
2020年3月9日，以117歲67天之齡超越德爾菲亞·威爾福德的紀錄（117歲66天），成為史上最長壽者第8名。
2020年3月24日，以117歲82天之齡超越同胞都千代的紀錄（117歲81天），成為史上最長壽者第7名，也成為日本的第2名。
2020年5月19日，以117歲138天之齡超越艾瑪·莫拉諾的紀錄（117歲137天），成為史上最長壽者第6名。
2020年7月10日，以117歲190天之齡超越紫羅蘭·布朗的紀錄（117歲189天），成為史上最長壽者第5名。
2020年8月20日，以117歲231天之齡超越瑪麗-露易絲·梅拉紐爾的紀錄（117歲230天），成為史上最長壽者第4名。
2020年9月19日，以117歲261天之齡超越同胞田島鍋的紀錄（117歲260天），成為史上最長壽者第3名，也成為日本的第1名。
2021年（令和三年）1月2日，田中加子迎來118歲生日。成為史上確切活到118歲的第3人，也是日本史上第一人。而人類中上一位達到118歲者自1998年9月滿118歲的莎拉·勞絲（美國史上最長壽者）以來，已經過22年。
2022年（令和四年）1月2日，田中加子迎來119歲生日。成為史上確切活到119歲的第3人。據親友表示，她以明年迎接120歲為目標。
2022年1月26日，日本第2長壽者乙成芳逝世，田中加子成為最後1位明治30年代出生者。
2022年4月10日，田中加子以119歲98天之齡稍超莎拉·勞絲的紀錄（119歲97天），成為史上最長壽者第2名。

## 相關人物
- 木村次郎右衛門，日本史上最年長男性跟史上最長壽男性，田中加子逝世的日期也是木村次郎右衛門的生日。
- 讓娜·卡爾芒，史上最年長者。